# Paweł Januszewski
Paweł Januszewski (Pyrzyce, 2 gennaio 1972) è un ex ostacolista polacco.

## Palmarès
- Europei

Budapest 1998: oro nei 400 m ostacoli;
Monaco di Baviera 2002: bronzo nei 400 m ostacoli;
- Universiadi

Palma di Maiorca 1999: oro nei 400 m ostacoli;
- Giochi della Francofonia

Ottawa-Gatineau: oro nei 400 m ostacoli;
- Goodwill Games

Brisbane 2001: bronzo nella staffetta 4x400 m;
- Europei U20

Salonicco 1991: argento nella staffetta 4x400 m;